# Marc Terpoli
Marc Terpoli (en llatí: Marcus Terpolius) va ser tribú de la plebs l'any 77 aC, durant el consolat de Dècim Juni Brutus i Marc Emili Lèpid.